# Boiga andamanensis
Espèce
Synonymes
- Dipsadomorphus andamanensis Wall, 1909

Boiga andamanensis est une espèce de serpents de la famille des Colubridae.

## Répartition
Cette espèce est endémique des îles Andaman en Inde.

## Étymologie
Son nom d'espèce, composé de andaman et du suffixe latin -ensis, « qui vit dans, qui habite », lui a été donné en référence au lieu de sa découverte.

## Publication originale
- Wall, 1909 : Remarks on some forms of Dipsadomorphus. Records of the Indian Museum, vol. 3, p. 151-155 (texte intégral).